# Neohela lamia
Neohela lamia is een vlokreeftensoort uit de familie van de Unciolidae. De wetenschappelijke naam van de soort is voor het eerst geldig gepubliceerd in 2007 door d'Udekem d'Acoz.